# Karl-Zoeppritz-Preis
Der Karl-Zoeppritz-Preis ist ein geophysikalischer Nachwuchspreis, der von der Deutschen Geophysikalischen Gesellschaft e. V. (DGG) auf ihrer Jahrestagung verliehen wird. Erstmals wurde er 2003 vergeben, eine jährliche Vergabe wurde angestrebt. Mit dem Preis sollen junge Nachwuchswissenschaftler aus allen geophysikalischen Bereichen ausgezeichnet werden, die eine besondere Leistung (frühe Habilitation, hervorragende Doktorarbeit, o. ä.) vorweisen können. Der Karl-Zoeppritz-Preis ist mit einem Preisgeld in Höhe von 1.000 Euro dotiert.
Der Preis ist nach Karl Bernhard Zoeppritz (1881–1908) benannt, einem Schüler Emil Wiecherts in Göttingen und somit einer der Pioniere der modernen Seismologie. Trotz seines frühen Todes im Alter von 26 Jahren hinterließ der äußerst begabte Forscher wichtige Ergebnisse, die für die Seismologie einen großen Fortschritt bedeuteten.

## Preisträger
- 2003: Henrik Nübold, Stefan Baisch
- 2005: Lars Rüpke, Elmar Rothert
- 2006: Daniela Kühn
- 2007: Dirk Rößler
- 2013: Gregor Golabek
- 2014: Daniel Heyner
- 2016: Anja Diez
- 2018: Jana Börner
- 2019: Benjamin Schwarz
- 2025: Lukas Römhild[1]